# Thomas Gresham
Sir Thomas Gresham (1518/1519 Londýn – 21. listopadu 1579 tamtéž) byl anglický obchodník a finančník, zakladatel londýnské Královské burzy (Royal Exchange). Pracoval zejména pro krále Eduarda VI a jeho nevlastní sestry Marii I. a Alžbětu I.

## Život
Thomas Gresham byl synem Richarda Greshama – předního londýnského obchodníka, starosty Londýna a poslance parlamentu. Svůj rytířský titul získal za to, že vyjednal pro královskou korunu Jindřicha VIII. výhodné úvěry od zahraničních kupců. Obchodnické umění se tak snažil předat i synovi, jehož nejprve poslal na kupeckou školu a jakmile to bylo možné, přičinil se rovněž i o jeho přijetí do kupecké společnosti jeho strýce Johna, zakladatele Greshamovy obchodní školy. Vystudoval univerzitu v Cambridgi a získal také právnické vzdělání.
Roku 1543 odjel Gresham do Nizozemí (dnešního Beneluxu), kde obchodoval a také jednal v některých záležitostech krále
Jindřicha VIII. – působil zde jako jeden z jeho obchodních zástupců. Své sídlo si přitom zřídil v Antverpách v dnešní Belgii. V této době, konkrétně roku 1544, se rovněž oženil s Anne Ferneley, vdovou po významném londýnském obchodníkovi siru Williamu Readovi, se kterou měl později jednoho syna. Ten ovšem zemřel dříve, než Gresham sám.

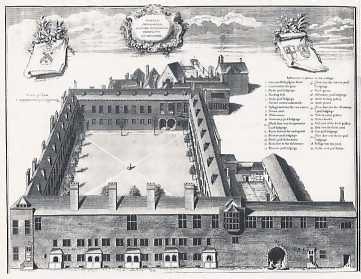
Rytina Gresham College, 1740

V roce 1551, když se anglická vláda dostala do finančních potíží, vyžádala si Greshamovy rady a umožnila mu provést jeho návrhy. Zasadil se o zvýšení hodnoty libry šterlinků na antverpské burze. Král Eduard VI. se tak zbavil téměř všech dluhů. Vláda také pověřovala Greshama diplomatickými úkoly. Roku 1553, s nástupem královny Marie I., Gresham krátce upadl u dvora v nemilost a byl nahrazen Aldermanem Williamem Daunteseyem. Jeho strategie se však ukázaly být nefunkčními, a tak byl Gresham brzy povolán zpět.
Roku 1565 Gresham na vlastní náklady vybudoval londýnskou Královskou burzu. Inspiroval se přitom právě vzhledem burzy v Antverpách (kde strávil podstatnou část života), která začala jako první na světě fungovat asi o 30 let dříve.
21. listopadu 1579 Gresham náhle zemřel, za příčinu jeho skonu je dnes považována mrtvice[nepřesný odkaz]. Pohřben byl v kostele svaté Heleny v Londýně. Jeho jediným známým potomkem (krom syna zesnulého v útlém věku) je mimomanželská dcera, která se později provdala za sira Nathaniela Bacona, nevlastního bratra známého anglického filozofa a experimentátora sira Francise Bacona.
Podle jeho závěti tak naprostá většina jeho majetku (kromě několika malých charitativních odkazů), plodící roční důchod ve výši přes 2300 liber ročně, přešla na jeho manželku a její následné dědice. Po její smrti však byla z těchto příjmů v jeho bývalém domě v londýnské čtvrti Bishopsgate založena a financována Gresham College. V té mělo podle původní Greshamovy koncepce přednášet sedm profesorů o sedmi různých svobodných oborech, každý jeden den v týdnu – těmito obory měly být astronomie, geometrie, fyzika, právo, náboženství, rétorika a hudba. Gresham College se tak stala první školou „vyššího vzdělání“, kde nedocházelo ke specializaci studentů na „svůj“ obor v Británii.

## Greshamův zákon
Ekonomickou poučku, obvykle citovanou ve zjednodušené podobě jako: „Špatné peníze vytlačují dobré.“ (Bad money drives out good.), pojmenoval po Thomasu Greshamovi až roku 1858 skotský ekonom Henry Dunning Macleod. Jsou-li mince raženy s různým podílem drahého kovu, pak podle Greshamova zákona se nakonec v oběhu prosadí ty méně kvalitní, protože ty, které obsahují vyšší podíl drahého kovu, si lidé spoří, a stahují je tak z oběhu.